# Шакирзянов, Рауль Наилевич
Рау́ль Наи́левич Шакирзя́нов (род. 1 марта 1989 года) — российский лыжник, победитель Универсиады, чемпион мира среди молодёжи до 23 лет.

## Спортивная карьера
На юниорских чемпионатах мира Рауль Шакирзянов дважды становился чемпионом мира в эстафете, имеет серебро и бронзу в личных гонках.
На молодёжном чемпионате мира до 23 лет Рауль стал чемпионом в скиатлоне в 2012 году, а также завоевал 2 бронзовые медали в 2011 году.
На этапах Кубка мира лучший результат в индивидуальных гонках — 26 место в Фалуне в сезоне 2011/2012.
В 2013 году на Универсиаде в Трентино Рауль завоевал 1 золотую, 1 серебряную и 2 бронзовые медали. 

## Награды
- Благодарность Президента Российской Федерации (24 декабря 2013 года) — за высокие спортивные достижения на XXVI Всемирной зимней Универсиаде 2013 года в городе Трентино (Италия)[2]